# Adelotettix brunneus
Adelotettix brunneus är en insektsart som beskrevs av Bruner, L. 1911. Adelotettix brunneus ingår i släktet Adelotettix och familjen gräshoppor. Inga underarter finns listade i Catalogue of Life.